# Clemency
Clemency (luxembourgsk: Kënzeg, tysk: Küntzig) er en kommune og et byområde i storhertugdømmet Luxembourg. Kommunen, som har et areal på 14,53 km², ligger i kantonen Capellen i distriktet Luxembourg. I 2005 havde kommunen 2.141 indbyggere. 